# 皮疹
皮疹（ひしん）とは、皮膚に出現する肉眼的変化である発疹（はっしん、ほっしん、rash, eruption, exanthem, exanthema）の表現方法のことである。以下に示す用語は、皮膚科学をはじめ医療分野で一般的に使用される言葉である。また、口などの粘膜に生じるものを粘膜疹（ねんまくしん）と特別に言う。

## 皮疹の種類
原発疹：一次性に発するもの
- 斑
  - 紅斑（こうはん） - ばら疹、滲出性紅斑、環状紅斑
  - 紫斑（しはん）
  - 白斑（はくはん）
  - 色素斑（しきそはん）
  - 毛細血管拡張
- 丘疹（きゅうしん）
- 結節（けっせつ）
- 水疱・小水疱（すいほう・しょうすいほう）
- 膿疱（のうほう）
- 膿腫・嚢腫（のうしゅ）
- 蕁麻疹・膨疹（じんましん・ぼうしん）

続発疹：二次性に発するもの
- 表皮剥離（ひょうひはくり）
- 腫瘤（しゅりゅう）
- 膿瘍（のうよう）
- 亀裂（きれつ）
- 糜爛（びらん）
- 潰瘍（かいよう）
- 胼胝（べんち）
- 萎縮（いしゅく）
- 痂皮（かひ）
- 鱗屑（りんせつ）

特殊
- 壊疽（えそ）
- 苔癬（たいせん）
- 苔癬化（たいせんか）
- 紅皮症
- 黒皮症
- リベド
- 多形皮膚萎縮症
- 痤瘡
- 毛瘡
- コンジローマ

局面
- 面皰
- 疱疹
- 脂漏
- 天疱瘡
- 膿痂疹
- 粃糠疹
- 乾皮症
- 硬化（こうか）
- 魚鱗癬
- 掻痒症
- 脱毛

## 粘膜疹の種類
- 糜爛（びらん）
- アフタ
- 潰瘍（かいよう）
- 水疱（すいほう）

## 皮疹の意義
- 皮疹を言葉で表現することにより、医療者同士の情報交換が可能である。
- 皮疹の状態を表現することにより、皮膚疾患の診断に役立つ。